# Велика језера (Африка)
Велика језера Африке чине низ језера која се налазе у Великој раседној долини и око ње. Овим језерима припада и Викторијино језеро које је својом површином треће највеће језеро на свијету. Велика језера чине: Језеро Тангањика, Викторијино језеро, Албертово језеро, Едвардово језеро, Језеро Киву, и Језеро Малави. Заједно, они садрже 31.000 km3 (7400 кубних миља) воде, што је више од Бајкалског језера или Северноамеричких Великих језера. Ово укупно чини око 25% незамрзнуте површинске слатке воде на планети. Велика раседна језера у Африци су древни дом великог биодиверзитета, а 10% светских врста риба живи у овом региону. Понекад се Великим језерима сматрају само Викторијино, Албертово и Едвардово језеро будући да су она једина три језера из којих извире Бели Нил. Језеро Тангањика и Киву теку према реци Конго, па се стога налазе у конгоанском речном саставу.
Приобалне земље у региону афричких Великих језера укључују Бурунди, Демократску Републику Конго, Етиопију, Кенију, Малави, Мозамбик, Руанду, Замбију, Танзанију и Уганду.

## Регија Великих језера
Велика језера такође означавају регију која обухвата околно подручје тих језера. Она укључује у целости државе Руанду, Бурунди и Уганду и делове Демократске Републике Конго, Танзаније, Кеније, Етиопије, Малавија, Мозамбика, и Замбије. Придев interlacustrine („између језера“) може се односити на регион, или прецизније, на нације или област омеђену језерима. Свахили језик је језик који се најчешће говори у региону афричких Великих језера. Такође служи као национални или службени језик пет нација у региону: Танзаније, Кеније, Уганде, Руанде и Демократске Републике Конго.
Ова регија је једна од најгушће насељених подручја на свету. Процењује се да у регији Великих језера живи 107 милиона људи. Због вулканске активности у прошлости овај је дио Африке једно од најбољих подручја за пољопривреду на свету. Иако се Велика језера налазе на екватору она због своје надморске висине имају умерену климу. То је оставило регију изван оболеле зоне и омогућило широко распрострањену употребу стоке, посебно говеда и коза. Због густине становништва и пољопривредних вишака у регији подручје је постало високоорганизовано, па су се створиле бројне малене државе. Најснажнија од тих монархија биле су Руанда, Бурунди, Буганда и Бунуоро. За подсахарску Африку је јединствено да су традиционалне границе једнаке онима које су се налазиле између колонијалних сила.
Будући да се дуго трагало за извором Нила, регија је дуго времена била интерес за Европљане. Први Европљани који су стигли у регију у већем броју били су мисионари као нпр. Британци који су открили Викторијино језеро, Албертово језеро и Тангањику: Џон Хенинг Спик, Самјуел Вајт Бејкер и Ричард Френсис Бартон, а након њих и Ливингстон и Мортон Стенли. Они су имали ограничен успех у преобраћивању локалног становништва, али су отворили регију за каснији процес колонизације. Повећани контакт с остатком света водио је серијама девастирајућих епидемија које су једнако погађале људе као и стоку. Стога се становништво регије драматично смањило, а у неким подручјима и до 60%. Све до 1950-их регија није повратила своје претходно становништво.
Након стицања независности регија се сматрала да поседује велики потенцијал, али је током недавних година запала у грађански рат с несагледивим насиљем, који је регију оставио у великом сиромаштву, а од којега су једино Кенија и Танзанија биле поштеђене. Високи комесаријат Уједињених нација за избеглице је 2022. године похвалио Танзанију за доследно дочекивање и помоћ избеглицама из других земаља у региону.

## Клима
Висови су релативно хладни, са просечним температурама у распону између 17 °C (63 °F) и 19 °C (66 °F) и обилним падавинама. Главни сливови обухватају реке Конго-Заир, Нил и Замбези, који се уливају у Атлантски океан, Средоземно море и Индијски океан.
Шуме су доминантне у низијама Конго-Заирског басена, док су пашњаци и саване најчешћи у јужним и источним висоравнима. Просечне температуре у низијама су око 35 °C (95 °F). Око језера Туркана клима је топла и веома сува. Кратку кишну сезону у октобру прати дужа од априла до маја.

## Флора и фауна
Језера Западне раседне долине су слатководна и дом су изузетно великог броја ендемских врста. У језерима живи више од 1.500 врста риба циклида, као и друге породице риба. Језера су такође важна станишта за бројне врсте водоземаца. Нилски крокодили су бројни. Неки од сисара су слонови, гориле и нилски коњи.
Подручје језера Туркана дом је стотинама врста птица које су ендемске за Кенији. Фламинго гази у плићаку. Источноафрички раседни систем такође служи као пут за пролетење птица селица, доносећи стотине других. Птице су у суштини подржане планктонским масама у језеру, које тамо такође хране рибу.
Вегетација се креће од прашуме до саванских трава. У неким језерима, брзо растуће инвазивне биљке, као што су водени зумбул који загушује површину и папирус који зачепљује обале, представљају проблем. Водени зумбул је до сада утицао само на језеро Викторија.

## Геологија
До пре 12 милиона година, богате воде екваторијалне висоравни текле су на запад у систем реке Конго или на исток у Индијски океан. Стварање Велике раседне долине је то променило. Рифт је ослабљено место у Земљиној кори због раздвајања две тектонске плоче, често праћено грабеном, или коритом, у коме се може сакупљати језерска вода. Овај раскол је настао када је источна Африка, подстакнута струјама у плашту, почела да се одваја од остатка Африке, крећући се на североисток. Сливови који су настали услед геолошких издизања испуњени су водом која је сада текла на север.
Викторијино језеро се заправо не налази у раседној долини. Оно заузима депресију између источних и западних раседа, насталу издизањем пукотина на обе стране.

## Археологија
Пре око два до три милиона година, језеро Туркана је било веће, а подручје плодније, што га је чинило центром раних хоминида. Ричард Лики је водио бројна антрополошка ископавања на том подручју, која су довела до многих важних открића остатака хоминина. Лобања 1470 стара два милиона година пронађена је 1972. Првобитно се мислило да је Homo habilis, али су је неки антрополози приписали новој врсти, Homo rudolfensis, названој по језеру (раније познатом као језеро Рудолф). Године 1984. откривен је Туркански дечак, скоро комплетан скелет дечака врсте Homo erectus. Тамо је 1999. године откривена лобања стара 3.500.000 година, названа Kenyanthropus platyops, што значи „човек равног лица из Кеније“.

## Економија
Риболов — првенствено врста тилапије, али и нилског смуђа — представља главни начин зараде за живот. Са четири Велика језера на својим границама, Уганда се рангира као један од највећих светских произвођача слатководне рибе. Клима и богато вулканско земљиште у висоравнима такође омогућавају интензивну култивацију земљишта.
Економије држава региона Великих језера имају различите структуре и налазе се у различитим фазама развоја. Реална стопа раста БДП-а креће се од 1,8 процената у Бурундију до 4,4 у Демократској Републици Конго. БДП по глави становника варира између 600 долара у ДРК и Бурундију и 800 долара у Уганди.